# Out of Our Heads
Out of Our Heads is een album van The Rolling Stones. Het was in het Verenigd Koninkrijk hun derde album dat werd uitgegeven en in de Verenigde Staten het vierde.
Het werd uitgegeven in 1965 door hun uitgever Decca Records (in het Verenigd Koninkrijk) en London Records (in de Verenigde Staten). De uitgaven zijn verschillend. De Decca-versie in de rest van Europa is hetzelfde als de London-versie in de VS.
Out of Our Heads was het eerste album van de Stones dat in de VS op nummer 1 kwam (in de Billboard 200). In het Verenigd Koninkrijk – waar het album later was uitgegeven – haalde het album nummer 2 van de albumhitlijst, achter Help! van The Beatles. In Nederland werd pas vanaf 1967 een albumtop 100 gepubliceerd.
In augustus 2002 werden zowel de Britse als de Amerikaanse versie herdrukt op een geremasterde cd. Ook werd een sacd-digi-pack, vervaardigd door ABKCO Records.
In 2003 stond het album op plaats 114 van de Rolling Stone's lijst van de 500 beste albums aller tijden.

## Tracklist Verenigd Koninkrijk
1. She Said Yeah (Don Christy/Roddy Jackson) – 1:34
2. Mercy, Mercy (Don Covay/Ronnie Miller) – 2:45
3. Hitch Hike (Marvin Gaye/William Stevenson/Clarence Paul) – 2:25
4. That's How Strong My Love Is (Roosevelt Jamison) – 2:25
5. Good Times (Sam Cooke) – 1:58
6. Gotta Get Away (Jagger/Richards) – 2:06
7. I'm Talking About You (Chuck Berry) – 2:31
8. Cry to Me (Bert Russell) – 3:09
9. Oh Baby (We Got a Good Thing Goin') (Barbara Lynn Ozen) – 2:08
10. Heart of Stone (Jagger/Richards) – 2:50
11. The Under Assistant West Coast Promotion Man (Nanker Phelge) – 3:07
12. I'm Free (Jagger/Richards) – 2:24

## Tracklist Verenigde Staten
1. Mercy, Mercy (Don Covay/Ronnie Miller) – 2:45
2. Hitch Hike ( Marvin Gaye/William Stevenson/Clarence Paul) – 2:25
3. The Last Time (Jagger/Richards) – 3:41
4. That's How Strong My Love Is (Roosevelt Jamison) – 2:25
5. Good Times (Sam Cooke) – 1:58
6. I'm All Right (Live) (Nanker Phelge) – 2:23
  - Live opgenomen in maart 1965 in Engeland, het werd in juni van dat jaar op de ep "got LIVE if you want it!" gezet.
7. (I Can't Get No) Satisfaction (Jagger/Richards) – 3:43
8. Cry to Me (Bert Russell) – 3:09
9. The Under Assistant West Coast Promotion Man (Nanker Phelge) – 3:07
10. Play with Fire (Nanker Phelge) – 2:14
  - Uitgegeven op de B-kant van "The last time" in het Verenigd Koninkrijk en de Verenigde Staten.
11. The Spider and the Fly (Jagger/Richards) – 3:38
  - Uitgegeven op de B-kant van "(I Can't Get No) Satisfaction in het Verenigd Koninkrijk.
12. One More Try (Jagger/Richards) – 1:58

## Hitlijsten

### Album
| Jaar | Hitlijst         | Notering |
| ---- | ---------------- | -------- |
| 1965 | UK Top 20 Albums | 2        |
| 1965 | Billboard 200    | 1        |

### Singles
| Jaar | Single                        | Hitlijst          | Notering |
| ---- | ----------------------------- | ----------------- | -------- |
| 1965 | The Last Time                 | UK Top 50 Singles | 1        |
| 1965 | (I Can't Get No) Satisfaction | UK Top 50 Singles | 1        |
| 1965 | The Last Time                 | Billboard Hot 100 | 9        |
| 1965 | Play With Fire                | Billboard Hot 100 | 96       |
| 1965 | (I Can't Get No) Satisfaction | Billboard Hot 100 | 1        |